# Maurer Rathauspark

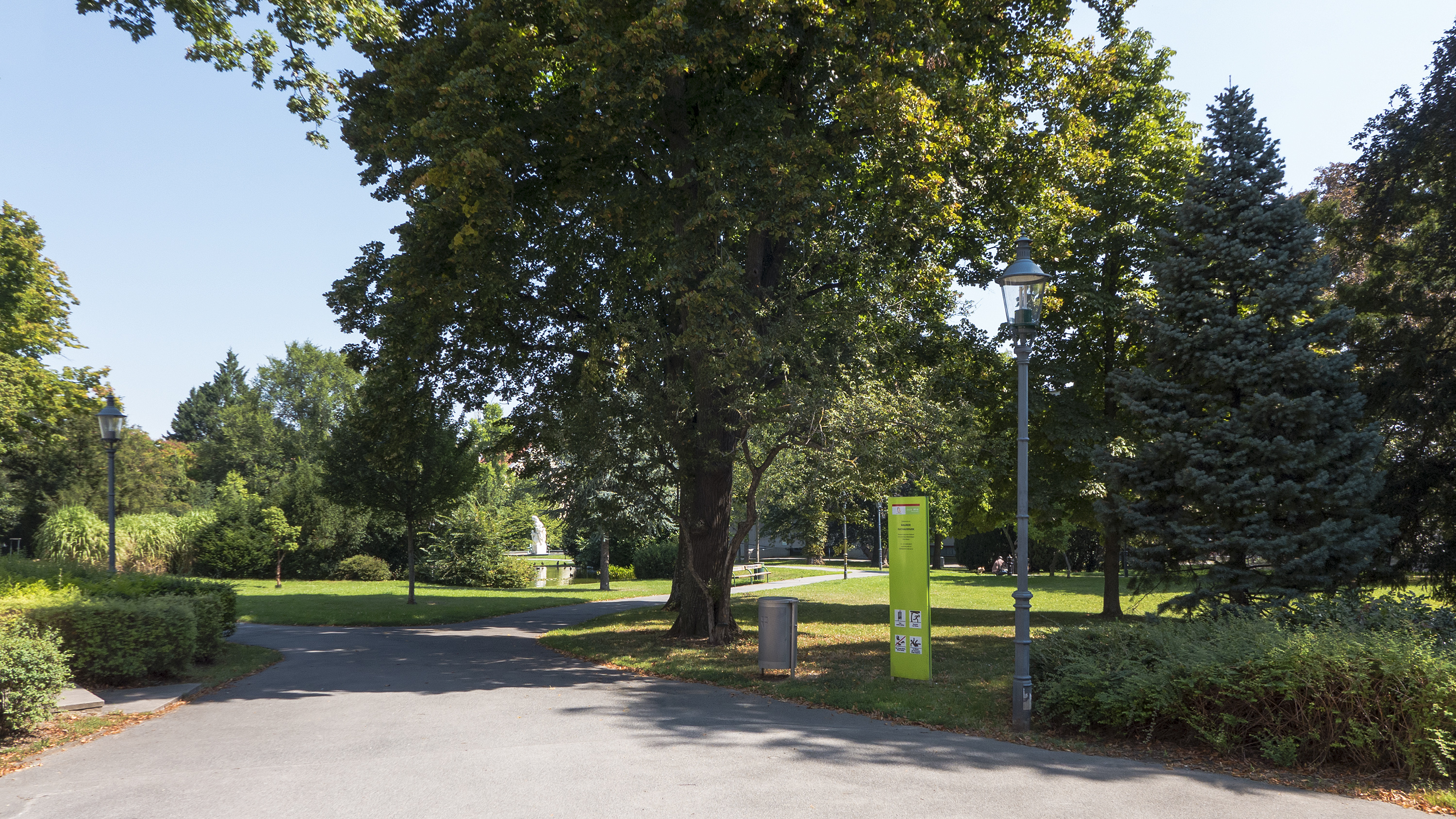
Der Maurer Rathauspark (2016)

Der Maurer Rathauspark ist ein Wiener Park im 23. Bezirk, Liesing, im Bezirksteil Mauer.

## Beschreibung

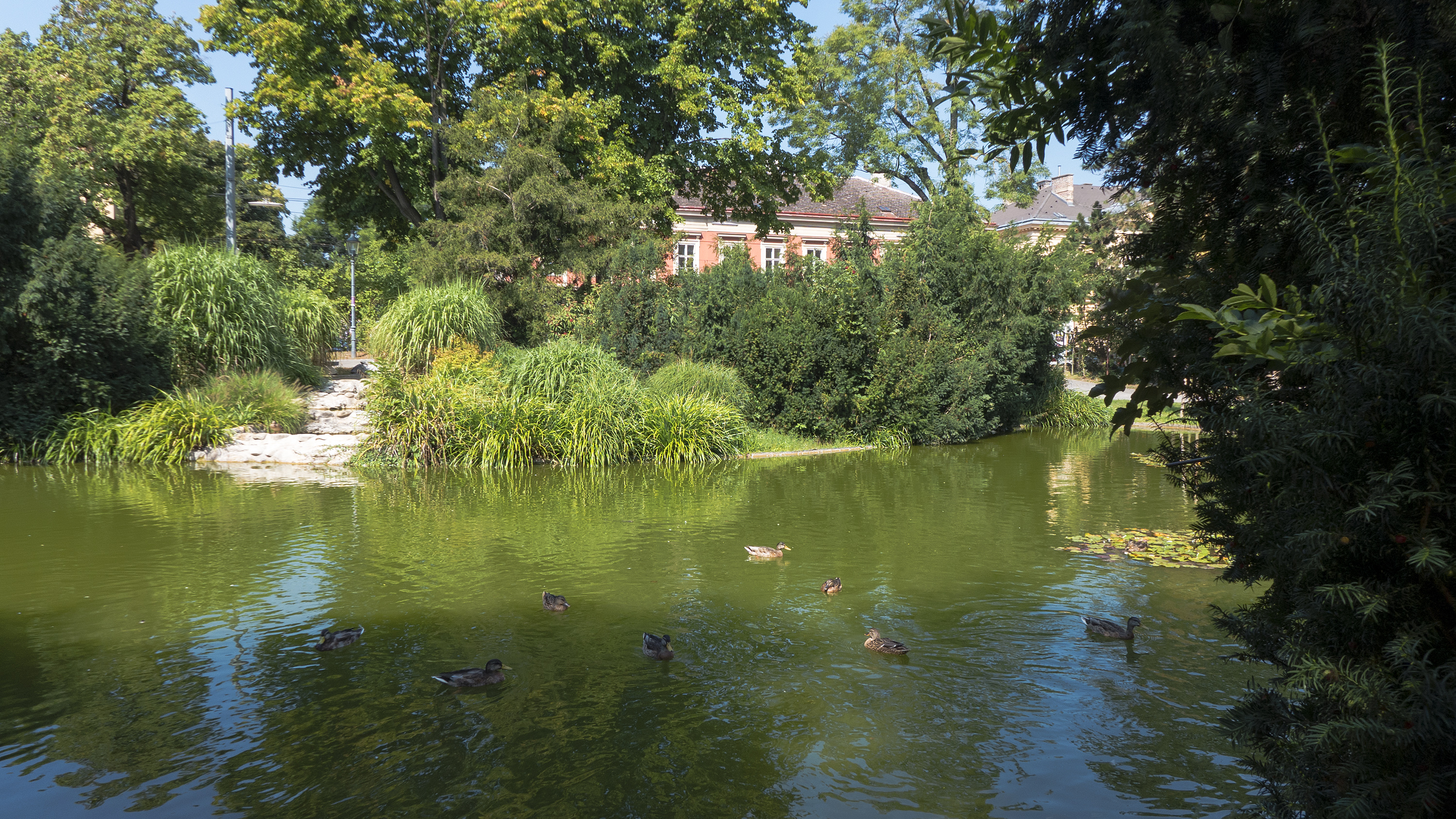
Der Parkteich (2016)

Der Maurer Rathauspark liegt unmittelbar vor dem ehemaligen Rathaus von Mauer neben der Maurer Pfarrkirche Sankt Erhard in der Nähe des Maurer Hauptplatzes. Er ist umgrenzt von der Speisinger Straße, der Endresstraße, der Kanitzgasse und der Fischergasse. Der Park ist 14.000 m² groß. Im Jahr 2003 wurde der Park umgestaltet und der Parkteich renaturiert. Heute gibt es im Park eben diesen Parkteich, einen Kinderspielplatz mit Fußball- und Basketballplatz, einen Trinkbrunnen und den Magna-Mater-Zierbrunnen (siehe unten) sowie diverse Spazierwege, die in einander überlagernden Schleifen angelegt sind, und Sitzmöglichkeiten. Am Rande des Parks gibt es eine öffentliche Toilette. Rund um den Park sind die Dr.-Adolf-Lorenz-Schule, die Rudolf-Steiner-Schule, die Karl-Schubert-Schule und die Volkshochschule Mauer angesiedelt.

## Magna-Mater-Brunnen

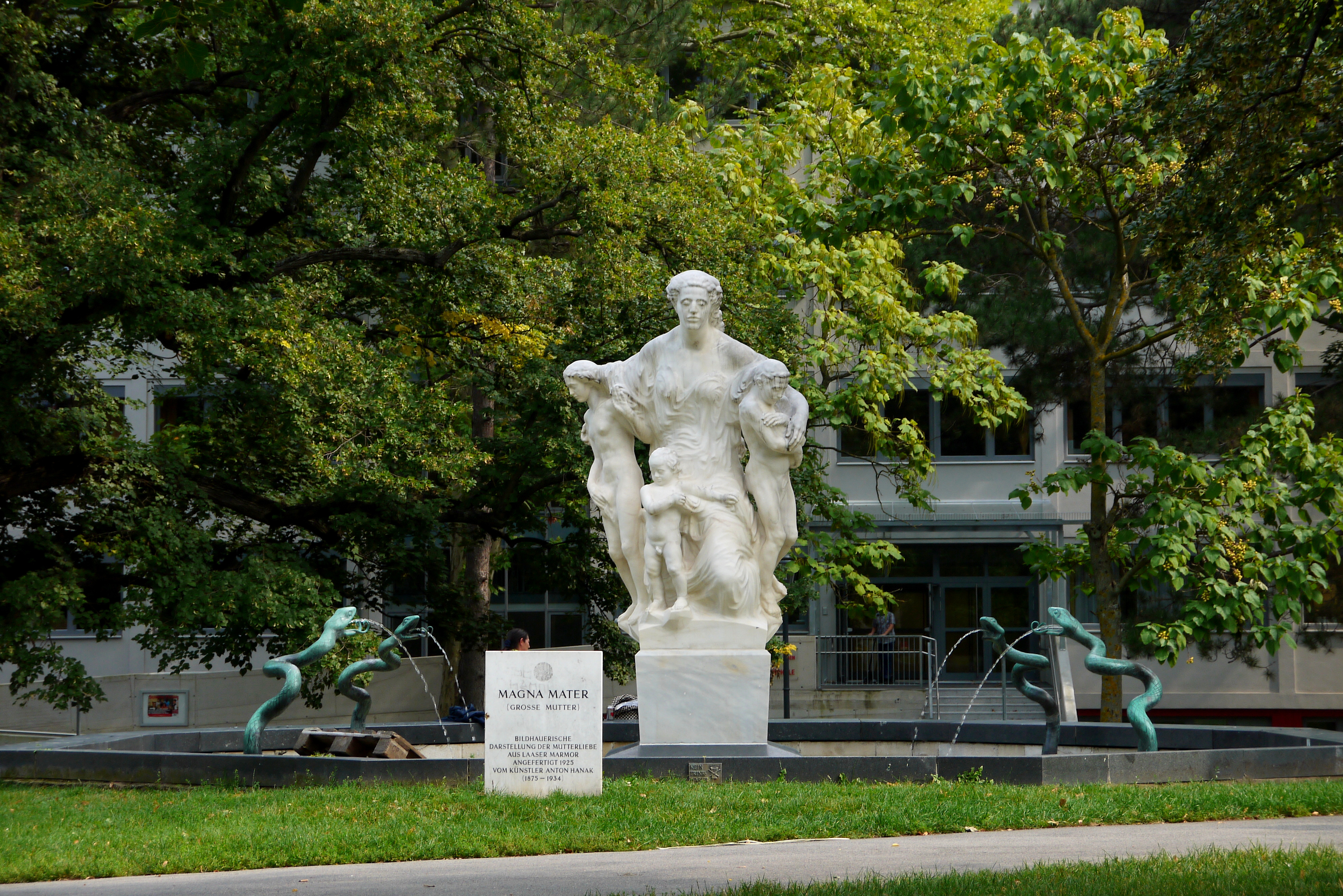
Der Magna-Mater-Brunnen (2012)

Der Magna-Mater-Brunnen wurde 1930 nach einem Entwurf von Architekt Adolf Stöckl errichtet und stand damals in Wien im 9. Bezirk, Alsergrund, in der Lustkandlgasse 50, Ecke Ayrenhoffgasse, bei der dort etablierten städtischen Kinderübernahmestelle. Im Zuge der 1962 bis 1965 erfolgten Restaurierung des heutigen Julius-Tandler-Familienzentrums wurde der Brunnen an seinen heutigen Standort in Mauer transferiert.
Der Brunnen ist ein flaches Achteckbecken mit vier gewundenen Schlangen aus Metall als Wasserspeier, die von außen nach innen speien. Zentral steht in der Mitte auf einem Vierkantsockel die Magna Mater (Große Mutter) aus Laaser Marmor mit vier Kindern. Die Skulptur wurde 1926 von Anton Hanak gefertigt. Der Brunnen wird von der Magistratsabteilung 31 (Wiener Wasser) betreut.

## Sonstige Sehenswürdigkeiten

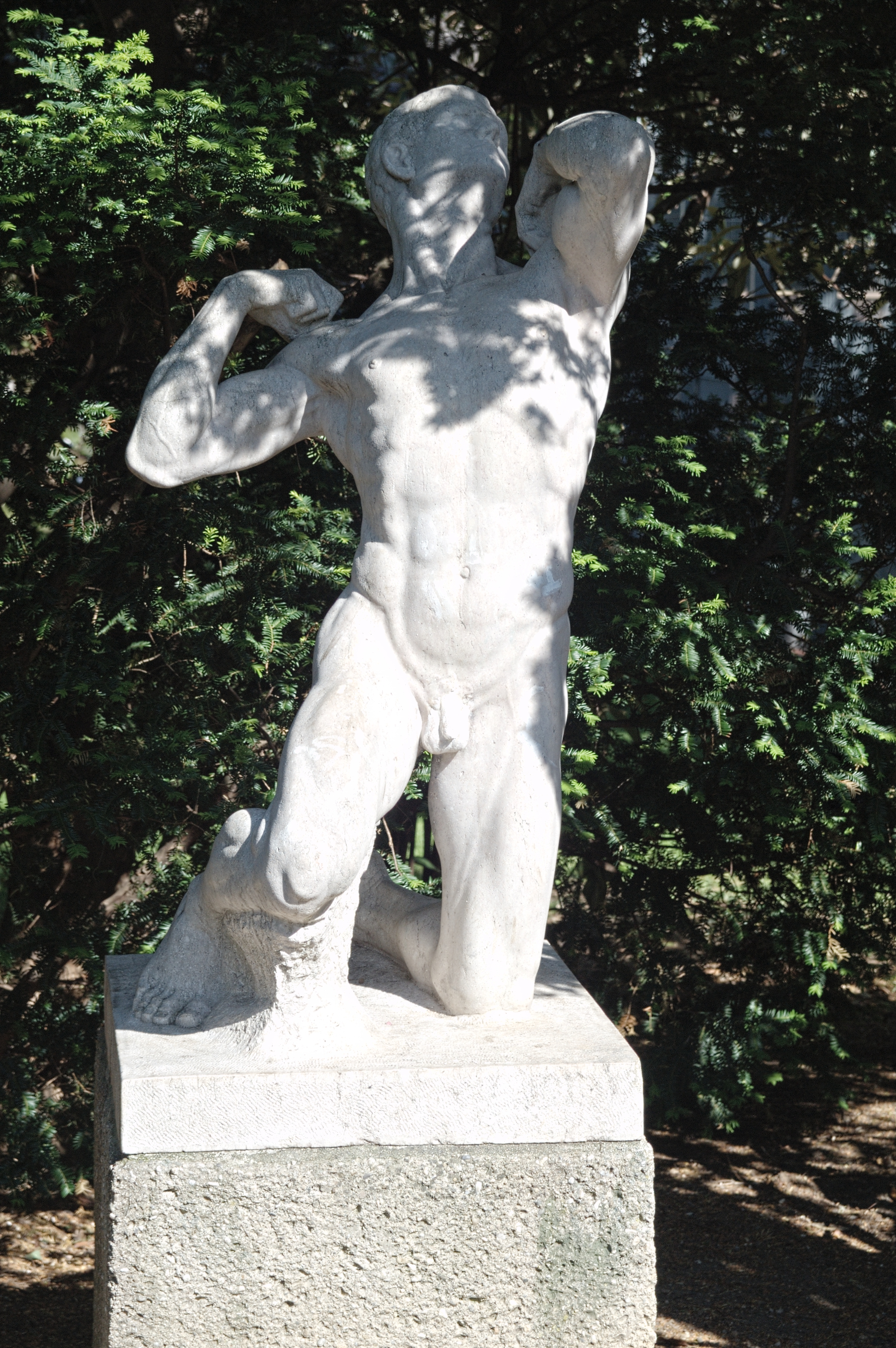
Athletenfigur von Oskar Thiede (2012)

Weitere Sehenswürdigkeiten im Maurer Rathauspark sind der idyllische Parkteich und eine Athleten-Skulptur von Oskar Thiede, die ebenfalls in der Zwischenkriegszeit geschaffen wurde und ebenso wie der Magna-Mater-Brunnen unter Denkmalschutz steht.